# Santa Cruz Fútbol Club
Le Santa Cruz Fútbol Club est un club bolivien de football féminin basé à Santa Cruz de la Sierra.
Le club alors connu sous le nom de Gerimex remporte le championnat de Bolivie de football féminin en 2011 et se qualifie donc pour la Copa Libertadores féminine 2011. Le Germex devient le Santa Cruz FC en 2012, saison à l'issue de laquelle l'équipe termine deuxième du championnat.